# Csörsz árka

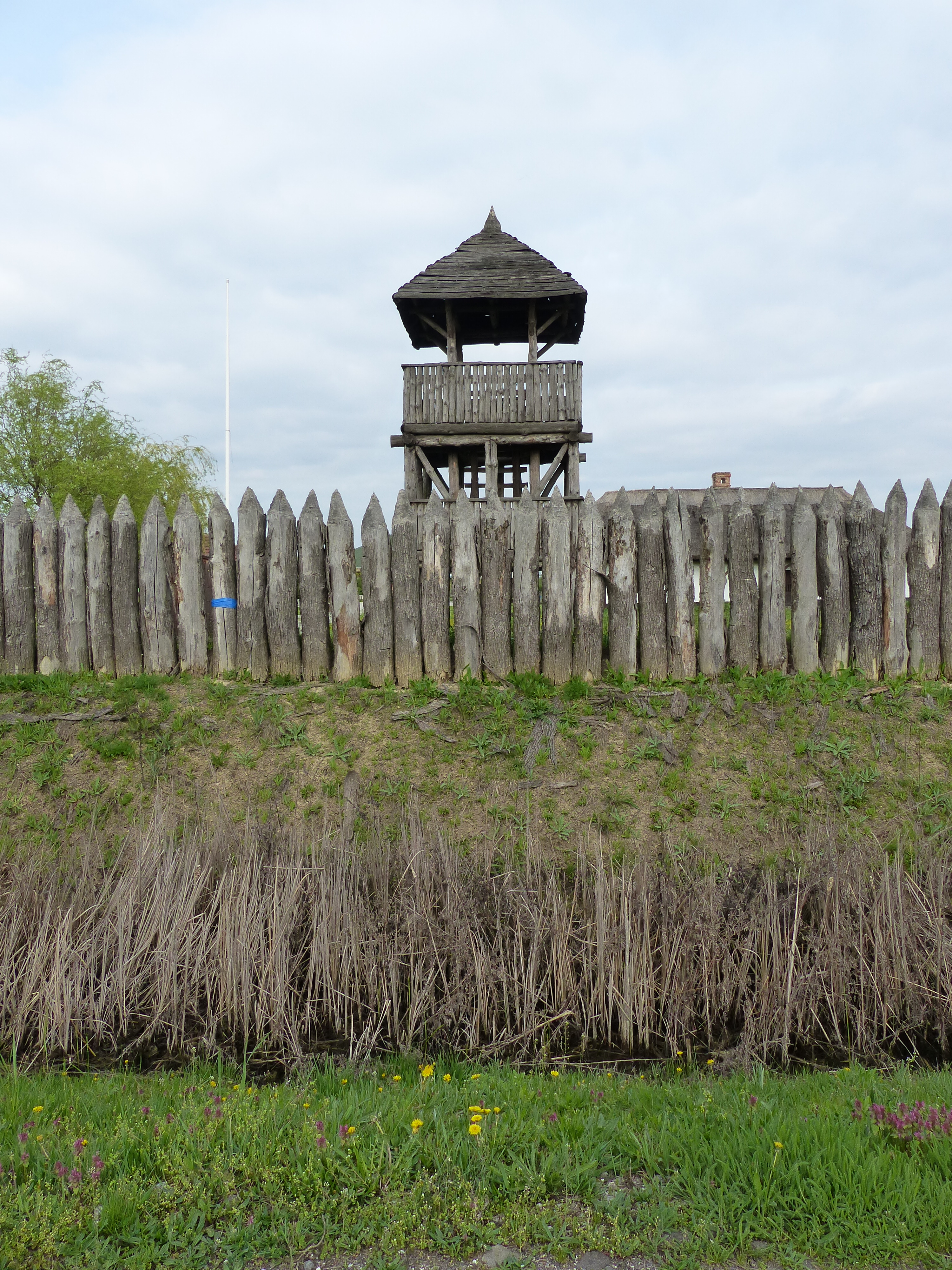
Római erődítés tornyának rekonstrukciója a Csörsz-árok vonalán. A régészeti ásatások során a sáncárokrendszer mellett római katonai tábor (Felsőgöd) és őrállomás (Hatvan) került elő

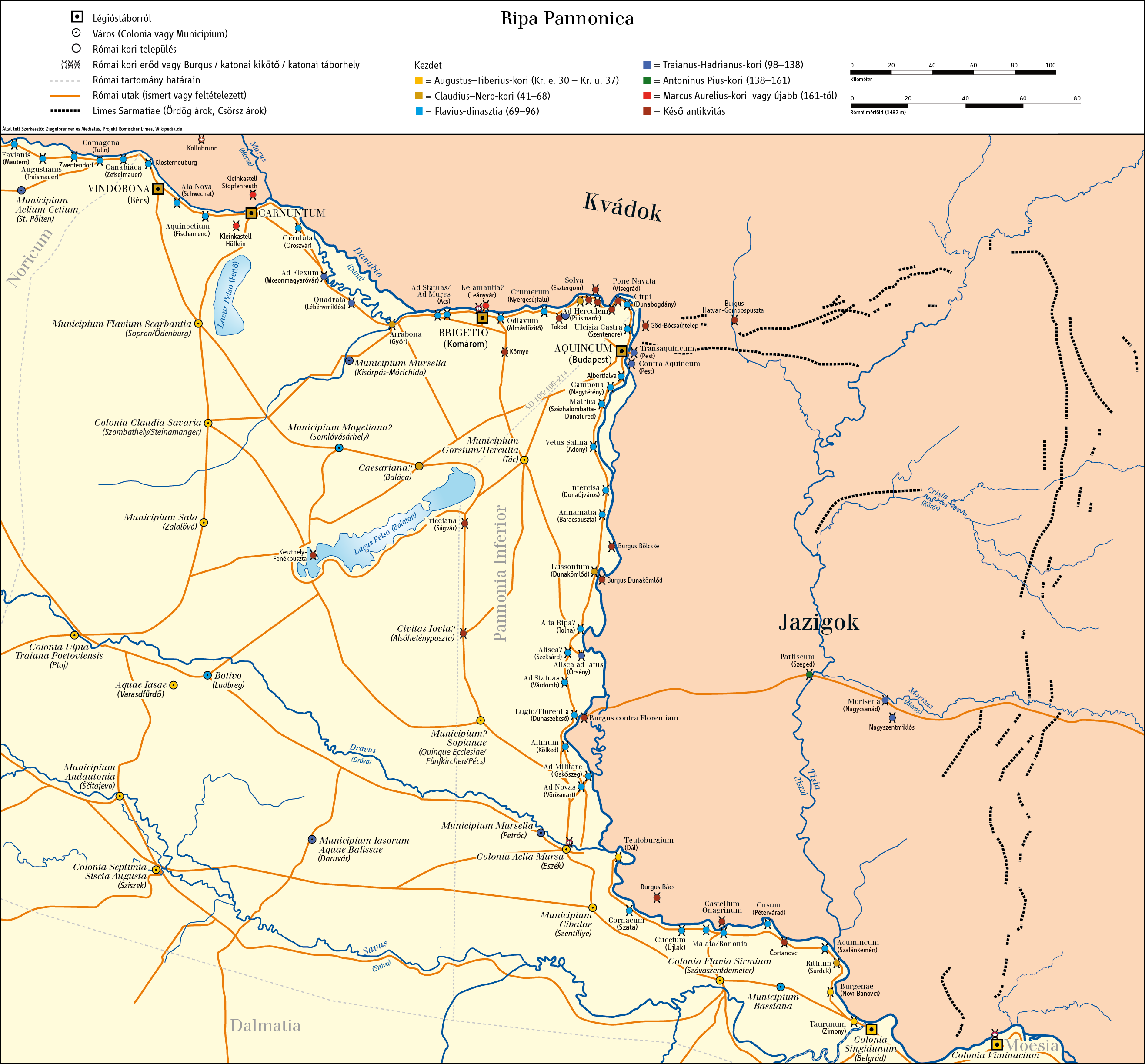
Fekete pontozott jelöléssel ábrázolt „Limes Sarmatiae” (a szarmaták limese) a térképen

Csörsz árka néven egy körülbelül 1260 km hosszú ókori védőműrendszer maradványait ismerik Magyarországon, mely mintegy körbekeríti az Alföldet: a Dunakanyartól indul, az Alföld északi peremén halad kelet felé a Tiszáig, majd Debrecen környékén délkeletre fordulva egészen az Al-Dunáig húzódik. A Csörsz-árok pontos keletkezése és funkciója a mai napig vita tárgyát képezi. Tájanként több elnevezése ismert: Ördög árka, Avarárok, Ördögárok, Ördögborozda, Csörsz-árok, Rapsonné útja, Ördögszántás, Kakasborázda. A Csörsz-árok római irányítással avagy önállóan a szarmaták által épített sáncárokrendszer.
Az árkot 1067-ben említi először oklevél: „magna fovea, huae protensa usque ad Aruksceguj tendit”. Maradványai több mint 1600 évig jól láthatóak voltak, a 19. században ipari méretekben megindult talajrendezések nyomán azonban mára már csak kis szakaszai ismerhetők fel világosan. Helyének pontos meghatározásában nagy segítséget nyújt a légirégészet. A nyomvonal kikerülte a laza, homokos talajú területeket (ahol hamar betemetődhetett volna), ahol pedig vizes, ingoványos területre fut, ott építésekor valószínűleg a maitól eltérőek voltak a terepviszonyok.

## Szarmata védmű
Az árokból és töltésből álló, faszerkezettel is megerősített védősánccal az Alföldön megtelepedett szarmata törzsek építették körbe magukat északon és keleten, hogy a germánok északról fenyegető betörései ellen védekezzenek. Az árokról kapta nevét a Mezőcsát közelében lévő Ároktő. Innen az árok Füzesabony, Dormánd, Erdőtelek, Kál, Átány, Bod, Zsadány, Árokszállás és Csány felé húzódik tovább. (Egy monda szerint Csányban temették el Kund magyar vezér fiát, Csörszöt.)

## Római limes

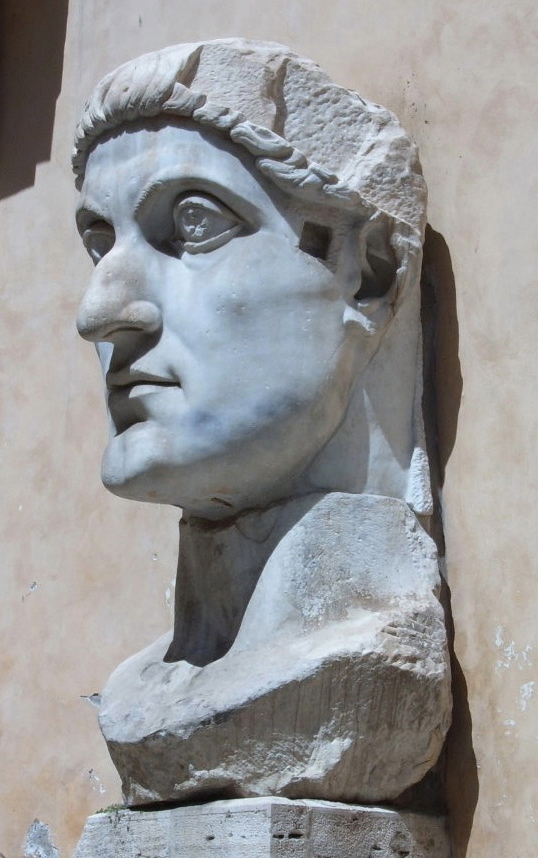
Nagy Konstantin kolosszusának feje a Musei Capitoliniben, Rómában

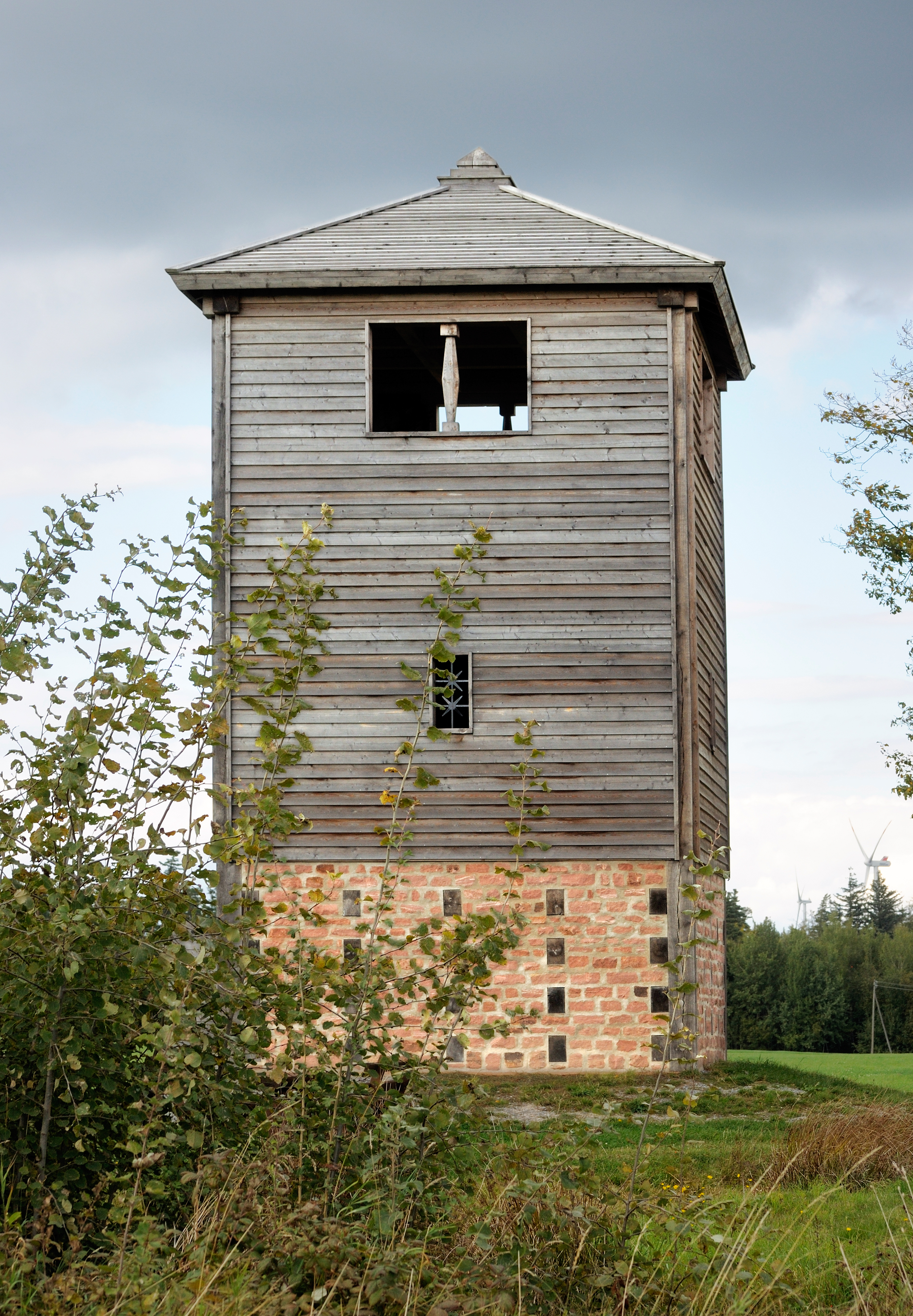
Rekonstruált római őrtorony

Az árok a 4. század utolsó évtizedéig a rómaiak előretolt védelmi vonala (limes Sarmatiae) volt, és a népvándorlás miatt betörő barbár népek támadásai ellen védte a Római Birodalom békéjét.
A védmű valószínűleg Nagy Konstantin római császár uralkodása idején épült, 324 és 337 között. A Körösladánynál ma is jól kivehető, négy kilométer hosszú Körös-menti sánc később, 352 körül épülhetett, miután a germánok kelet felől áttörték a korábban épült sáncokat, és a szarmatáknak fel kellett adniuk a Köröstől délre eső területeket.
Tiszadob határában szintén feltárták az árok maradványait egy szarmata temető és egy földvár szomszédságában.
Arad közelében, a Maros jobb partjának közelében is épségben megmaradt egy részlete. A Maros bal partjától Temesvár felé futó szakaszát pedig az Arad–Temesvár autópálya építése során metszették át.
Az Al-Dunát Versectől délre érte el az árokrendszer.

## Méretei
- Az árok mélysége: 2–5 m
- Az árok szélessége: 5–8 m
- Az árokrendszer teljes hossza: ~1260 km
- A körbekerített terület nagysága: ~60-65.000 km²
- A megmozgatott föld mennyisége: ~10 millió m³
- Az építésre fordított munkanapok száma: ~10 millió (Vagy 2250 nap 15 évvel, évente 5 hónappal [1 hó = 30 nap] számolva; vagy 1800 nap a 700 m/nap sebességből kiindulva.)
- Az építkezésen részt vett emberek száma: ~5500 fő
- Az árok építésének „sebessége”: ~700 m/nap (15 építési évvel és évi 5 munkahónappal számolva)

## Nyomvonala
- A Dunától a Tiszáig tartó délebbi árok nyomvonala: Dunakeszi, Fót, Mogyoród, Kerepes, Gödöllő, Isaszeg, Valkó, Vácszentlászló, Tura, Zsámbok, Boldog, Jászfényszaru, Pusztamonostor, Jászágó, Jászberény, Jászdózsa, Jászjákóhalma, Jászapáti, Jászivány, Pély, Tarnaszentmiklós, Kisköre.
- A tiszántúli belső árok nyomvonala: Tiszadob, Rejetanya, Tiszadada, Tiszavasvári, Bűdszentmihály, Nagycserkesz, Bene-halom, Kálmánháza, Újfehértó, Téglás, Hajdúhadház, Bocskaikert, Pallagpuszta, Debrecen, Mikepércs, Sáránd, Hajdúbagos, Hosszúpályi, Konyár, Esztár, Hencida, Gáborján, Váncsod, Bojt, Mezőpeterd, Bedő, Biharkeresztes, Told, Berekböszörmény, Körösszegapáti, Körösnagyharsány, Biharugra, Geszt, Mezőgyán, Nagyszalonta, Újszalonta, Méhkerék, Kötegyán, Sarkad, Keményfok, Ant, Feketegyarmat, Dénesmajor, Gyula, Gyulavarsánd, Nagypél, Székudvar, Sikló, Nadab, Simánd, Szentmárton, Mácsa, Kürtös, Újszentanna, Zimándújfalu.

## Maradványok
Az árok két helyreállított darabkája kiállítás formájában is megtekinthető:
- M3 Archeopark Polgárnál, az autópálya mellett.
- A korabeli sáncnak egy kis rekonstruált része ma is látható a Debrecentől keletre, a Vámospércs felé vezető út déli oldalán, a Zsuzsi Erdei Vasút Csere-erdő megállójával szemben, az erdőben.

## Védettsége
Az emberi erőforrások miniszterének 2012. szeptember 14-i rendelete kiemelten védetté nyilvánította az árokrendszer egyetlen, debreceni szakaszát.
Egy másik szakasza, a Heves vármegyei Kál, Erdőtelek, Füzesabony és Dormánd településekhez tartozó területeken természetvédelmi oltalom alá esik mint a Hevesi Füves Puszták Tájvédelmi Körzet egyik különálló területrésze.

## Mondák, néveredet

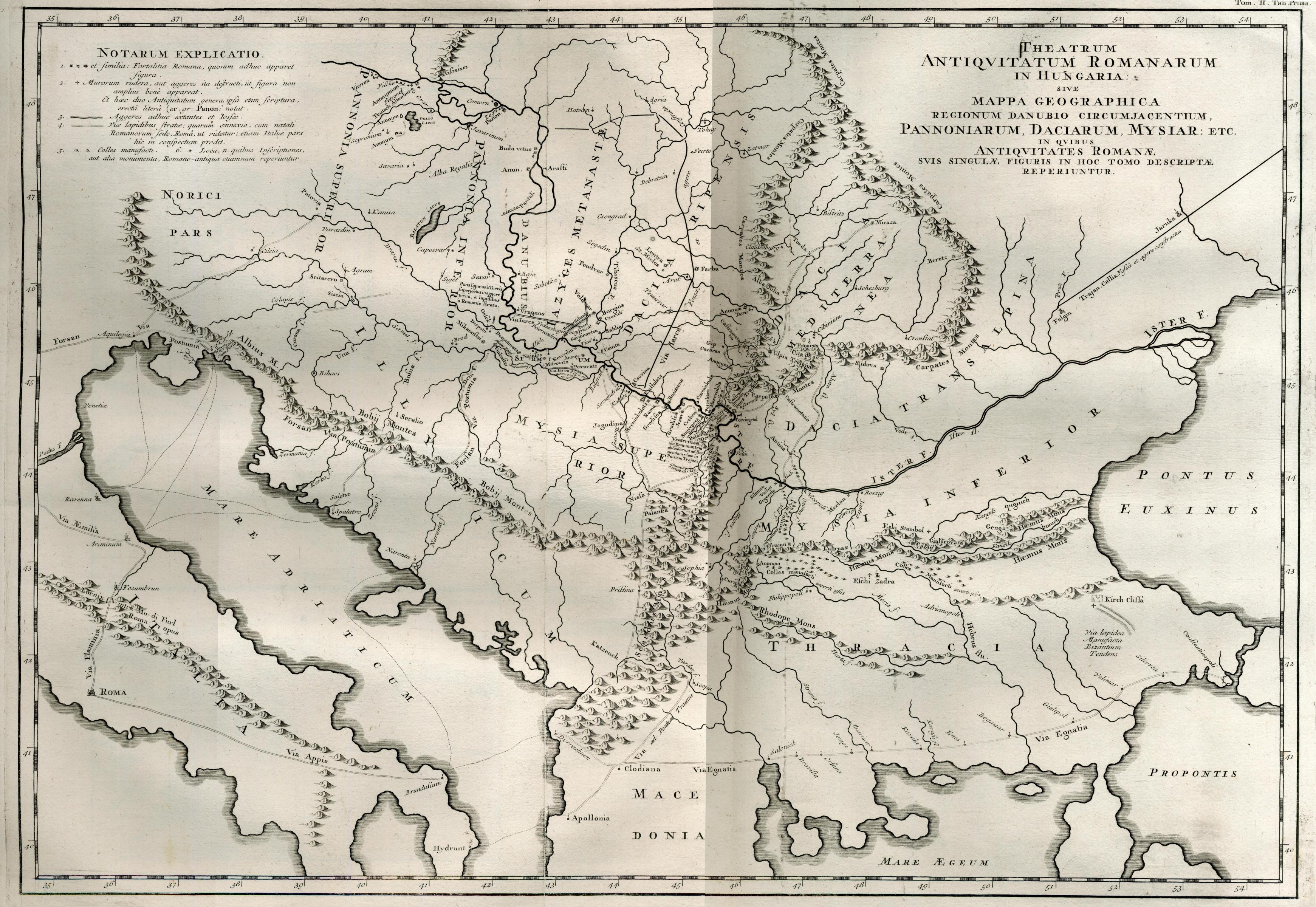
Luigi Ferdinando Marsigli térképén az Alföldet nyugat–keleti, illetve észak–déli irányban átszelő kettős vonalvezetésű árokrendszer, a Danubius Pannonico-mysicus című műben, 1726

A főleg a Jászságban elterjedt magyar népmonda a longobárdokhoz és egy Rád nevű királyhoz köti építését, nevét pedig Csörsz avar király nevéhez, akit a monda szerint a csatornának épülő árok mellett sújtott halálra a villám. Hasonló mondák kapcsolódtak Erdélyben a Rapsonné útja, Tündérek útja, Ördögök árka stb. néven ismert maradványokhoz.
Egy másik változat szerint Csörsz királyfi – mai változataiban egy cseh főúr vagy más nagyúr – árkot építtet, mivel menyasszonya csak azzal a feltétellel megy hozzá nőül, ha vízi úton, hajón jöhet a szárazföldön keresztül. Az árok ásása több évtizedig tart. Egy fiú, akinek apja kisgyermekkora óta otthonától távol dolgozott, valamilyen jelről megismeri apját. Megöli az árkot építtető zsarnok urat.
A honfoglalás előtti erődítmények, határárkok nyomát a magyar nyelvterületen sok helyen ördögároknak, ördögborozdának nevezik. A Kárpát-medencei szlávok szintén ismerik a csertovszki-jarek (ördögárok) elnevezést.

## Szépirodalmi hivatkozások
Tompa Mihály Csörsz árka című verse a fenti népmondát használta fel: Csörsz megkéri a longobárd Rád király lányát, Délibábot, azonban Rád feltételt támaszt: Csörsz építsen csatornát:
Égett a munka, éjjel,
Nappal, későn, korán,
Hogy mély árok hasadt a
Dolgos sereg nyomán;
S Tiszától a Dunának
Vett a mezőn futást,
Naponkint mind tovább nyult,
S haladt szemlátomást.
Gvadányi József Egy falusi nótáriusnak budai utazása című művében a főszereplő Nagy-Peleskéről Budára menet viharba kerülve Jászberény előtt beleesik a Csörsz árkába:
A lovam rettegett, nem mene folytába,
Ide, oda csuszott vagy egy, vagy más lába,
Mivel a setétben lépett csak vaktába,
Velem együtt bédűlt a Csősznek árkába.”
Gvadányi saját kommentárja szerint „Majd Füredtől fogva vagyon egy széles árok egész Jászságon keresztül, és paraszt trádició, hogy valami Csősz király – némelyek ezt a királyt Cseh királynak nevezik – akarta vólna az által a Tiszát a Dunába hozni.”
Seress Imre: Magyar mondavilág, 12 költői beszély. Budapest, 1887. Pfeifer Ferdinánd kiadása, Athenaeum Rt. könyvnyomdája
Csörsz Király
Régen volt. A mikor még össze nem járták
E haza hegy-völgyét a dicső nagy Árpád
Gyönyörű hadai tüzes paripákkal,
…
Régen volt, mikor még hatalmas Csörsz király
Vala úr a Mátra erdős lábainál,
Örök ugar földjén a nagy róna térnek,
Mely befurakodott óriási éknek
Duna s Tisza közzé, egyre beljebb, beljebb,
Mert Kárpát bércei rája nehezedtek.
…
Űzve mérges harcot a környék vezéri,
S csak a Mátra felől tudtak odaférni!
Tünődött Csörsz király, aztán tépelődött,
Benne egy nagy eszme forrott, érlelődött;
Ébren és álomban kinozta örökké,
S e hatalmas eszme vált lelkébe’ röggé:
Hogy a szőke Dunát kanyargós Tiszával
Köti kerek egygyé, szintén folyam által;
Négy felől országát csupa víz övezze,
Mely a merész ellent által ne ereszsze;
S emberkéz ássa ezt, önnön népe karja,
Hiszen valamennyit ő kezében tartja!